# Federico Escalada
Federico Escalada (Uruguay, 1863 - 1937) fue un profesor y abogado uruguayo.

## Biografía
Dictó clases de Filosofía a nivel de educación secundaria.  Fue Catedrático de Derecho Civil en la Facultad de Derecho de la Universidad de la República en 1907 hasta el 18 de octubre de 1928 cuando se retiró siendo sustituido por Jaime Bayley.
Publicó numerosos artículos sobre Derecho en las revistas nacionales de la época como Anales de la Universidad de la República.